# Tidalgenerator

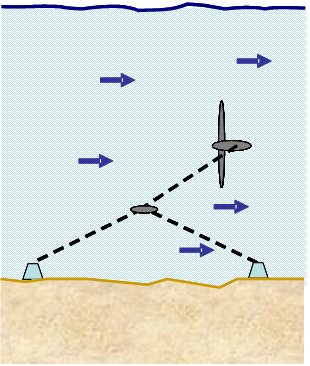
Beispiel für eine Tidenturbine, die mit Seilen am Grund fixiert ist

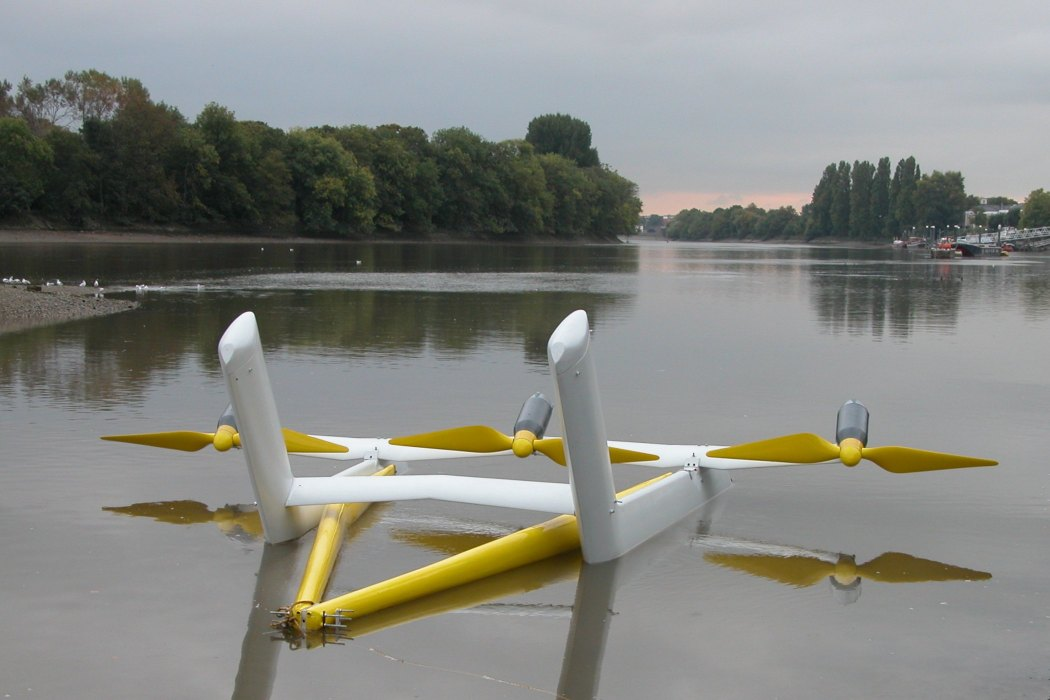
Aufgeschwommene Plattform mit drei Tidengeneratoren, die mit einem Drehgelenk am Meeresboden befestigt ist

Unter dem Namen Tidalgenerator wurde im Josef Becker Forschungszentrum eine Horizontalachs-Turbine mit drei flexiblen Rotorblättern zur Gewinnung von Gezeitenenergie entwickelt und erprobt. Anders als bisherige Gezeitenkraftwerke benötigen Tidalgeneratoren weder einen Staudamm noch einen Standort in Ästuaren.

## Geschichte
Der Tidalgenerator zur Stromerzeugung aus der Tidenenergie war einer der ersten Entwicklungen des 2010 gegründeten Josef Becker Forschungszentrums. Nach einer theoretischen Untersuchung zur Abschätzung der verschiedenen Einflüsse, fiel die Entscheidung auf eine 50-kW-Anlage. Hier wurde ein Gewichtsoptimum gefunden. Zum Vergleich: 20 Tidalgeneratoren zu je 50 kW mit einer Gesamtleistung von 1.000 kW ergeben ein Gesamtgewicht von rund 16 Tonnen. Für große Strömungsturbinen von 1.000 kW Nennleistung werden von drei Herstellern Gewichte von 125 bis 180 Tonnen angegeben.

## Funktionsprinzip
Beim Tidalgenerator handelt es sich um einen Festpropeller von 3,5 bis 4,5 Meter Durchmesser, der über ein Planetengetriebe einen Asynchrongenerator mit 50 kW Nennleistung antreibt. Über einen Frequenzumrichter wird die erzeugte Spannung mit einer von der Strömungsgeschwindigkeit abhängigen Frequenz in die Netzfrequenz von 50 Hz gewandelt. Die Rotorblätter sind elastisch und verformen sich bei zu großen Strömungen oder auch unter Welleneinfluss. Durch die Verformung wird der Steigungswinkel verändert und verhindert eine weitere Schubzunahme, wodurch die Überlast verhindert werden soll. Für eine möglichst ungestörte Anströmung sollten die Turbinen im vorgegebenen Abstand vom Meeresboden angebracht werden, da die Strömung am Boden immer langsamer wird. Genauso verhält es sich mit der Wasseroberfläche. Auch hier verlangsamt sich die Strömung. Außerdem ergeben sich hier Störungen durch die Wellen.

## Prototyp
Der erste Prototyp wurde im Labor in umfangreichen Versuchen erprobt. Die zweite Versuchsreihe wurde im Meer am Bug des Hafenschleppers Fairplay-26 durchgeführt mit dem Vorteil, dass die Strömungsgeschwindigkeiten über die Schiffsgeschwindigkeit reproduzierbar eingestellt werden konnten. Dabei wurde der Tidalgenerator in einer hochklappbaren Halterung montiert, damit Änderungen an der Versuchsanordnung und Kontrollen der Messsensoren einfach durchgeführt werden konnten.

## Realisierung
Die Anbringung von mehreren Tidalgeneratoren erfolgt an einer mit Ballasttanks ausgestatteten Plattform, die nur an einem Punkt mit einem Drehgelenk am Meeresboden befestigt ist. Damit kann sie sich selbständig nach der Tidenströmung ausrichten. Die Plattformen sind für Wartungsarbeiten an den Systemen zugänglich, wenn die Ballasttanks gelenzt werden. Sie schwimmen dann auf und sind mit einem Katamaran vergleichbar. In diesem aufgeschwommenen Zustand werden sie auch mit einem Schlepper an den Installationsort verbracht.

## Hintergrund
Die im Gegensatz zum Wind exakt vorhersagbaren Strömungen von Ebbe und Flut können mit dieser Technologie klimaschonende Energie in Form von Strom erzeugen. Sie ergeben sich aus der Anziehungskraft des Mondes, der die Erde umkreist. Im Extremfall verursachte er Meeresspiegelschwankungen an wenigen Standorten bis zu 16 m. In Buchten, Meerengen ergeben sich schnelle Strömungen, die zukünftig ohne schädliche Emissionen ausgenutzt werden.